# Avenida Rafael Núñez
La Avenida Rafaél Núñez es una importante avenida del noroeste de la ciudad de Córdoba (Argentina). Su nomenclatura va del 3100 al 6300.
Esta, en parte, es la ruta provincial E-54 e integra la Red de Accesos de la Ciudad de Córdoba ya que comunica Córdoba con las localidades de Villa Allende, Mendiolaza, Unquillo y Río Ceballos, en el Gran Córdoba.

## Toponimia
La avenida debe su nombre a Rafael Núñez, quien fuera gobernador de la Provincia de Córdoba entre los años 1919 y 1921. Un monolito en su honor fue erigido en la esquina correspondiente a la calle Obispo Manuel Moscoso y Peralta. Además, una pequeña parte de la antigua residencia de vacaciones de Núñez se conserva como patrimonio histórico en el extremo noroeste de dicha avenida, en donde hoy se emplaza una estación de servicio contigua al CPC Argüello.

## Recorrido
La avenida inicia con la nomenclatura 3100, a la altura del Parque Autóctono, en el cruce de las avenidas Octavio Pinto y Sagrada Familia junto a la calle Fernando Fader. Sube una pendiente en dirección al norte durante 300 metros y luego hace una significativa curva; es una avenida que se caracteriza por que más del 70% de su traza es en pendiente. Recorre barrios de clase media-alta, alta y hasta elevada. Es un sector donde el comercio es la actividad principal.
Hasta fines de la década de 1990, a la altura del 5000 había un cruce muy problemático donde la Rafael Núñez se encontraba con cuatro avenidas y dos calles. Debido a los constantes accidentes, se construyó el Nudo Vial "14". Actualmente, sobre este nudo vial se encuentra Mujer Urbana.
La avenida continua su periplo en pendiente hasta finalizar en el CPC Argüello donde la avenida se divide en dos: en la Avenida Donato Álvarez, para dirigirse hacia Villa Allende, Unquillo, Mendiolaza y Río Ceballos; y la Avenida Ricardo Rojas, que conduce a La Calera y Saldán.

## Recorridos sobre su traza
Las líneas que se mencionan a continuación no recorren totalmente la avenida, pero si lo hacen en gran parte del trayecto.
| Corredor   | Líneas                                                                                  |
| ---------- | --------------------------------------------------------------------------------------- |
| Corredor 1 | - Línea 10 - Línea 11 - Línea 12 - Línea 13 - Línea 15 - Línea 17 - Línea 18 - Línea 19 |